# Amauropelta linkiana
Amauropelta linkiana là một loài dương xỉ trong họ Thelypteridaceae. Loài này được C. Presl Pic. Serm. mô tả khoa học đầu tiên năm 2005.